# Stefan Krzywoszewski

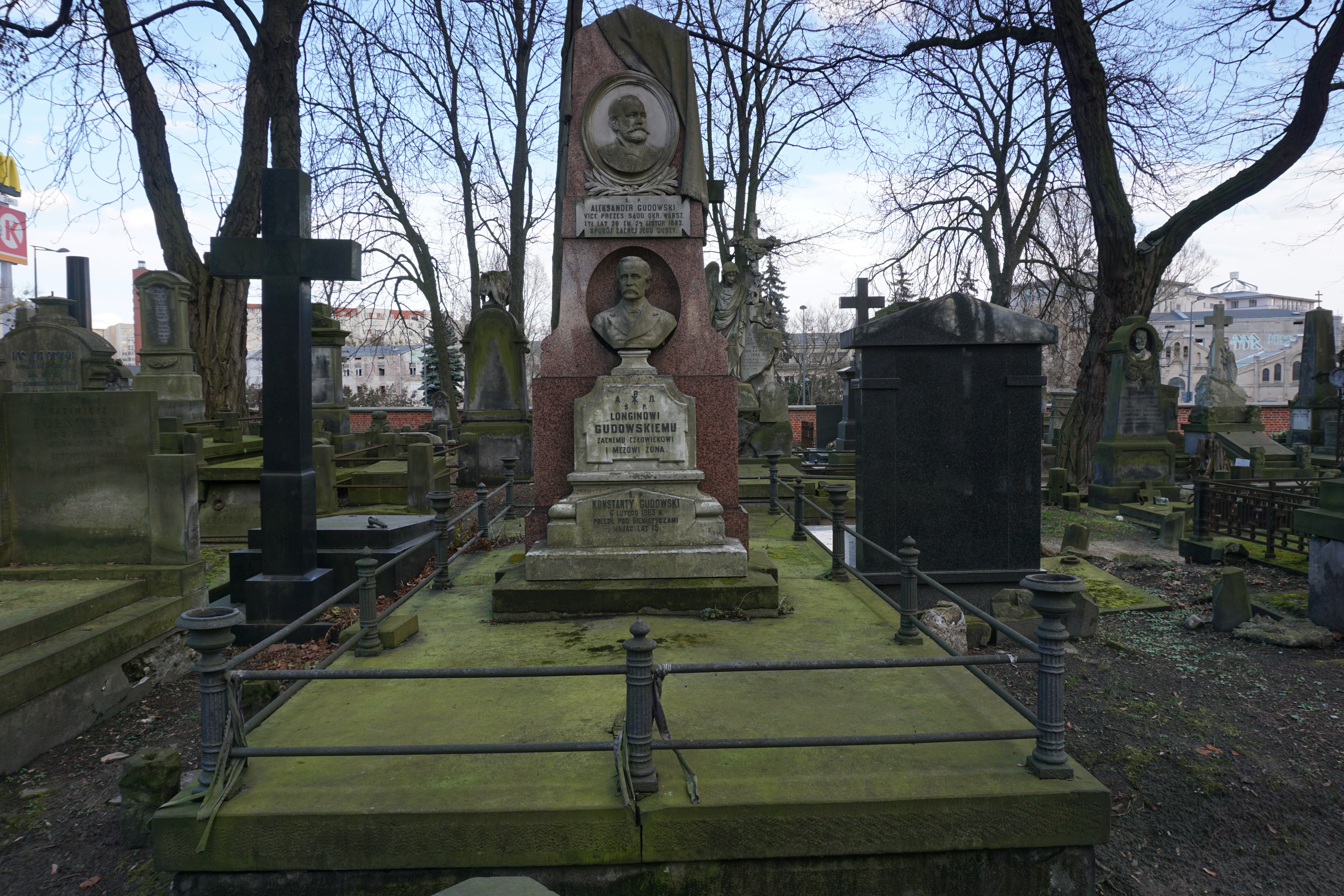
Grób Stefana Krzywoszewskiego na cmentarzu Powązkowskim

Stefan Krzywoszewski (ur. 11 lipca 1866 w Snochowicach, zm. 1 kwietnia 1950 w Milanówku) – polski prozaik, dziennikarz, dramaturg, klasyk tzw. „komedii mieszczańskiej”.

## Życiorys
Studiował w Szkole Handlowej w Warszawie i Wyższym Instytucie Handlowym w Antwerpii. Po powrocie z Antwerpii założył i redagował tygodnik „Świat” (1906–1933). W odpowiedzi na deklarację wodza naczelnego wojsk rosyjskich wielkiego księcia Mikołaja Mikołajewicza Romanowa z 14 sierpnia 1914 roku, podpisał telegram dziękczynny, głoszący m.in., że krew synów Polski, przelana łącznie z krwią synów Rosyi w walce ze wspólnym wrogiem, stanie się największą rękojmią nowego życia w pokoju i przyjaźni dwóch narodów słowiańskich.
Był delegatem na zjazd Związku Zawodowego Literatów Polskich 4 lutego 1922 w Warszawie. Był pracownikiem Komitetu Ofiary Narodowej Tymczasowej Rady Stanu. W latach 1915–1920 był redaktorem Kuriera Polskiego. Od 1919 prezes Związku Autorów Dramatycznych. W latach 1931–1934 był dyrektorem Teatrów Miejskich i Teatru Narodowego w Warszawie. Pochowany na cmentarzu Powązkowskim w Warszawie (kwatera 161-3/4-12/13).

## Odznaczenia
- Order Korony (Rumunia)[6]
- Kawaler Legii Honorowej (Francja)[7][6]
- Order Świętego Sawy (Jugosławia)[6]

## Twórczość
- „W walce życiowej” (1898) – zbiór nowel
- „Zmierzch” (1901) – powieść
- „Pani Jula” (1901) – powieść
- „Z przeżyć i wrażeń myśliwskich” (1927) – gawędy
- „Edukacja Bronki” (1906) – komedia
- „Rozstaje” (1914)
- „Koleżanki” (1939)
- „Diabeł i karczmarka” (1913)
- „Rusałka” (1925)
- „Pani Chorążyna” (1918)
- „Długie życie” (1947) – pamiętnik